# Chiara Masini Luccetti
Chiara Masini Luccetti (Calenzano, 26 marzo 1993) è una nuotatrice italiana.

## Carriera
Dopo avere iniziato a partecipare ai suoi primi campionati italiani giovanili di categoria nel 2005, tre anni più tardi Chiara Masini Luccetti ha fatto il suo debutto internazionale gareggiando nella staffetta 4x100 m mista agli europei giovanili di Belgrado 2008. L'anno seguente, ai successivi europei giovanili di Praga 2009, ha vinto la sua prima medaglia conquistando l'argento nei 4x100 m stile libero.
Nel 2010 è entrata a far parte della nazionale maggiore di nuoto. Ha vinto la medaglia d'oro ai Giochi del Mediterraneo di Mersin 2013 nella staffetta 4x200 m stile libero, ma il suo primo titolo  più importante è arrivato con l'oro conquistato agli europei di Berlino 2014 sempre nella stessa specialità. In questa occasione insieme alle altre tre staffettiste Alice Mizzau, Stefania Pirozzi e Federica Pellegrini, ha anche stabilito il record dei campionati con un tempo di 7'50"53 (parziale 1'58"06).
La staffetta 4x200 m sl le ha fruttato anche la prima medaglia ai campionati mondiali, vincendo l'argento a Kazan' 2015. L'anno dopo ha disputato la staffetta anche ai Giochi olimpici di Rio de Janeiro 2016, non riuscendo però ad accedere alla finale.

## Palmarès
| Giochi olimpici                | ---                | ---                | ---                    | ---                  | ---                        | ---                                    | ---                             | 4x200 m stile libero                  |
| 2016 Rio de Janeiro Brasile    | ---                | ---                | ---                    | ---                  | ---                        | ---                                    | ---                             | 7'57"74 Batterie Frazione: 2'00"98    |
| Mondiali                       | ---                | ---                | ---                    | ---                  | ---                        | ---                                    | ---                             | 4x200 m stile libero                  |
| 2015 Kazan' Russia             | ---                | ---                | ---                    | ---                  | ---                        | ---                                    | ---                             | Argento 7'48"41 Frazione: 1'57"52     |
| Mondiali in vasca corta        | 50 m stile libero  | 100 m stile libero | ---                    | 400 m stile libero   | ---                        | ---                                    | ---                             | 4x200 m stile libero                  |
| 2010 Dubai Emirati Arabi Uniti | 35ª 25"78 Batterie | 24ª 54"84 Batterie | ---                    | ---                  | ---                        | ---                                    | ---                             | 6ª 7'46"80 Frazione: 1'56"30          |
| 2014 Doha Qatar                | ---                | ---                | ---                    | 15ª 4'05"01 Batterie | ---                        | ---                                    | ---                             | 9ª 7'47"61 Batterie Frazione: 1'55"93 |
| Europei                        | ---                | 100 m stile libero | 200 m stile libero     | ---                  | ---                        | 4x100 m misti                          | ---                             | 4x200 m stile libero                  |
| 2010 Budapest Ungheria         | ---                | 21ª 56"21 Batterie | 15ª 2'01"15 Semifinali | ---                  | ---                        | 5ª 4'05"53 Frazione: 55"54             | ---                             | ---                                   |
| 2014 Berlino Germania          | ---                | ---                | ---                    | ---                  | ---                        | 1ª 3'48"57 RC Batterie Frazione: 55"71 | ---                             | Oro 7'50"53 RC Frazione: 1'58"06      |
| Europei in vasca corta         | ---                | 100 m stile libero | 200 m stile libero     | 400 m stile libero   | 4x50 m stile libero        | ---                                    | ---                             | ---                                   |
| 2010 Eindhoven Paesi Bassi     | ---                | 7ª 54"27           | 10ª 1'58"44 Batterie   | 11ª 4'09"66 Batterie | 5ª 1'40"44 Frazione: 24"89 | ---                                    | ---                             | ---                                   |
| 2015 Netanya Israele           | ---                | 23ª 54"57 Batterie | 6ª 1'56"48             | ---                  | ---                        | ---                                    | ---                             | ---                                   |
| Giochi del Mediterraneo        | ---                | ---                | ---                    | 400 m stile libero   | ---                        | 4x100 m stile libero                   | 4x200 m stile libero            | 4x100 m misti                         |
| 2013 Mersin Turchia            | ---                | ---                | ---                    | 4ª 4'16"03           | ---                        | 7ª DSQ                                 | Oro 8'07"50 Frazione: 2'01"23   | Oro nuota in batteria                 |
| Universiadi                    | ---                | ---                | 200 m stile libero     | ---                  | ---                        | ---                                    | 4x100 m stile libero            | 4x200 m stile libero                  |
| 2013 Kazan' Russia             | ---                | ---                | 16ª 2'03"70 Semifinali | ---                  | ---                        | ---                                    | 5ª 3'42"81 Frazione: 55"90      | 4ª 8'05"97 Frazione: 2'00"96          |
| Europei giovanili              | ---                | 100 m stile libero | 200 m stile libero     | ---                  | ---                        | 4x100 m misti                          | 4x100 m stile libero            | 4x200 m stile libero                  |
| 2008 Belgrado Serbia           | ---                | 21ª 58"29 Batterie | 13ª 2'05"33 Semifinali | ---                  | ---                        | 4ª Frazione: 57"13                     | ---                             | ---                                   |
| 2009 Praga Rep. Ceca           | ---                | 5ª 56"15           | 8ª 2'03"57             | ---                  | ---                        | ---                                    | Argento 3'46"57 Frazione: 56"86 | 4ª Frazione: 2'02"09                  |

### Campionati italiani
4 titoli individuali, così ripartiti:
- 1 nei 100 m stile libero
- 1 nei 200 m stile libero
- 2 nei 400 m stile libero

| Anno | Edizione    | st.libero 100 m | st.libero 200 m | st.libero 400 m | st.libero 4x100 m | misti 4x100 m |
| ---- | ----------- | --------------- | --------------- | --------------- | ----------------- | ------------- |
| 2009 | Invernali   | -               | 2               | -               | -                 | -             |
| 2010 | Primaverili | 1               | 3               | -               | -                 | -             |
| 2010 | Estivi      | 3               | 1               | 1               | -                 | -             |
| 2010 | Invernali   | 2               | 2               | 1               | -                 | -             |
| 2011 | Primaverili | 2               | -               | -               | -                 | -             |
| 2013 | Primaverili | -               | -               | -               | 3                 | -             |
| 2013 | Invernali   | 2               | -               | -               | 3                 | -             |
| 2014 | Primaverili | -               | -               | -               | 2                 | -             |
| 2014 | Invernali   | -               | 2               | 2               | 3                 | -             |
| 2015 | Primaverili | -               | 2               | -               | 3                 | -             |
| 2015 | Invernali   | -               | 3               | -               | 3                 | 3             |
| 2016 | Primaverili | -               | -               | -               | 3                 | -             |